# بیمن (میسوری)
بیمن (به انگلیسی: Beaman) یک منطقهٔ مسکونی در ایالات متحده آمریکا است که در شهرستان پتیس، میزوری واقع شده‌است. بیمن ۲۴۹ متر بالاتر از سطح دریا واقع شده‌است.